# إيفالين هيلدا بوركيت
هيلدا بوركيت (بالإنجليزية: Evaline Hilda Burkitt, first suffragette to be force fed, created by artist Helen Marshall)‏ (19 يوليو 1876 - 7 مارس 1955)، سيدة بريطانية وعضو في الاتحاد الاجتماعي والسياسي للمرأة (دبليو إس بّي يو). ناشطة متشددة من أجل حقوق المرأة، دخلت في إضراب عن الطعام في السجن وكانت أول ناشطة حق تصويت المرأة تستخدم القوة. أُطعمت قسراً 292 مرة بين عامي 1909 و 1914 وكانت آخر امرأة عُوملت على هذا النحو في سجن هولواي. حازت على ميدالية الإضراب عن الطعام من الاتحاد الاجتماعي والسياسي للمرأة.

## حياتها ونشاطها

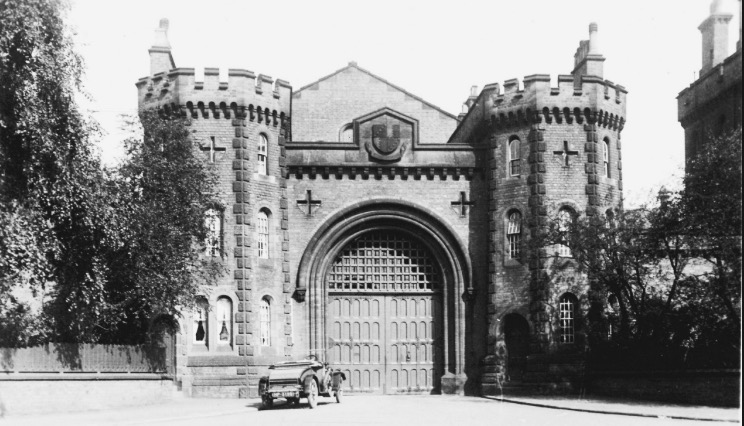
بطاقة بريدية لسجن برمنغهام حوالي عام 1920.

وُلدت إيفالين هيلدا بوركيت في وولفرهامبتون عام 1876، وهي الخامسة من بين تسعة أطفال للورا كلوز (اسمها قبل الزواج) (1843-1909) وروبين لانسلوت بوركيت (1847-1928). تلقى الأطفال تعليمهم بما في ذلك الفتيات في كلا المكانين، وكانت هيلدا مهتمة بالقراءة والتطريز والبستنة. عاشت هيلدا مع جديها كلاريسا وتشارلز بوركيت، اللذين كانا ثريين، حتى بلغت الخامسة والعشرين عامًا، ثم عاودت الانضمام إلى عائلتها التي انتقلت إلى برمنغهام. انتقلت مع شقيقتها الكبرى كريستوبيل وزوجها فريدريك وطفلتهما كاثلين. بدأت هيلدا بوركيت العمل بصفة سكرتيرة تعيش في سباركبروك في برمنغهام وانضمت إلى الاتحاد الاجتماعي والسياسي للمرأة في عام 1907 بعد سماع نيل كيني وثم إيملاين بانكهرست يتحدثان. عندما افُتتح فرع الاتحاد الاجتماعي والسياسي للمرأة في برمنغهام في عام 1908، تولت بوركيت مسؤولية حملة الدعاية في ميدلاندز. غالبًا ما استخدمت خلال فترة النضال لقب «بايرون». كانت الأخت الكبرى الأخرى آيدا ليليان بوركيت (1872-1962) ممثلة ومصورة وناشطة حق تصويت المرأة، مُتخذةً اسم شخصيتها المسرحية «آيدا كونارد»، حُكم عليها بالسجن لمدة ستة أسابيع في سجن هولواي لكونها واحدة من بين ست نساء حاولن دخول مجلس عموم المملكة المتحدة في عام 1908. وكانت ليليان وكريستوبيل من بين 50 امرأة أُلقي القبض عليهن في 11 فبراير 1908، بعد «برلمان النساء».
أُلقي القبض على بوركيت أربع مرات في عام 1909، وحدثت آخر مرة في ذلك العام في سبتمبر عندما ألقت حجرًا على نافذة قطار رئيس الوزراء هيربرت هنري أسكويث وهو يغادر محطة برمنغهام نيو ستريت، وذلك بعد أن زار برمنغهام لحضور اجتماع حضره الذكور فقط في بينغلي هول. تمكنت ناشطات حق تصويت المرأة من الصعود إلى سطح قريب حيث ألقين عليه الألواح، وذلك على الرغم من الوجود المكثف للشرطة. شددت بوركيت خلال مثولها أمام المحكمة على الدافع السياسي لأفعالها. عند وصولهم بسيارة السجن إلى سجن وينسون غرين لبدء تنفيذ عقوباتهم، قامت كل من من بوركيت، ومابيل كابر، وماري لي، وشارلوت مارش، ولورا أينسورث، وإلين بارنويل، وليزلي هول، وباتريشيا وودلوك «بالغناء، وإظهار التحدي، وهددن بالاعتداء على السجن وقالت السلطات إنهم لن يدخلن الزنازين أو يخلعن ملابسهن حتى يُوضعن في الفرقة الأولى». دخل الجميع على الفور في حالة إضراب عن الطعام وأُطعمن قسراً، وكانت بوركيت أول من عولج على هذا النحو؛ تحملت 292 حالة إطعامًا قسريًا بين عامي 1909 و 1914. تحدثت خلال فترة سجنها ضد ما وصفته بالمعاملة اللاإنسانية. عند إطلاق سراحها من سجن وينسون غرين في 18 أكتوبر 1909، صرخت متحديةً «الأصوات للنساء» أمام حشد صغير يضم بعض الصحفيين. مُنحت بوركيت في حفل استقبال حدث في 5 نوفمبر وسام البسالة من قبل الاتحاد الاجتماعي والسياسي للمرأة للإضراب عن الطعام.
حُكم عليها بالسجن لمدة أربعة أشهر في عام 1912 بتهمة تحطيم النوافذ، ولكن أُفرج عنها لأسباب طبية بعد أن أضربت عن الطعام. ألقي القبض عليها في ليدز في نوفمبر من عام 1913 مع كلارا جيفين بتهمة محاولة حرق المدرج في ملعب ليدز لكرة القدم في ضاحية هيدنغلي. دخلت مرة أخرى في إضراب عن الطعام وأُطلق سراحها من السجن في ديسمبر من عام 1913.